# Gonocalyx lilliae
Gonocalyx lilliae là một loài thực vật có hoa trong họ Thạch nam. Loài này được Al.Rodr. & J.F.Morales mô tả khoa học đầu tiên năm 2006.